# Disney–ABC Domestic Television
Disney Entertainment Distribution (также известен как ABC Syndication, до 2007 года Buena Vista Television, до 2020 года Disney-ABC Domestic Television, до 2023 Disney Media Distribution) — американский дистрибьютор контента под владением Disney-ABC Television Group, подразделение от The Walt Disney Company. Disney–ABC Domestic Television занимается распределением внутри страны такого контента, как сериалы, реалити-шоу и оригинальные программы, включая Live! with Kelly and Michael и America’s Funniest Home Videos. Компания синдицирует на телевидении внутри страны сериалы и шоу в первую очередь производства сестринской ABC Signature, также на платном ТВ, в интернете и на сервисах видео-по-запросу.
Помимо телешоу, компания распределяет внутри страны пакеты кино производства родственных Walt Disney Studios Motion Pictures, Walt Disney Pictures, Pixar и Touchstone Pictures.
Disney–ABC Domestic Television был создан в 1983 году под именем Walt Disney Domestic Television Distribution, а спустя три года был переименован в Buena Vista Television. В 2007 году Walt Disney объявила о планах отказа от бренда Buena Vista в пользу Disney, ABC и ESPN. Вследствие этого название было изменено на Disney-ABC Domestic Television.